# Sylvain Ciaravolo
Sylvain Ciaravolo est un organiste, professeur d’orgue et concertiste français né le 18 octobre 1962 à Strasbourg.
« Un musicien qui d’emblée s’est placé parmi les premiers de sa génération ; l’un des meilleurs interprètes du classicisme français. »  Diapason

## Biographie
Après un Premier Prix de Virtuosité et une Licence de Concert au Concours national de musique de Strasbourg en 1979, Sylvain Ciaravolo étudie l'orgue auprès de Michel Chapuis au conservatoire de Besançon où il obtient un Premier Prix d'orgue en 1981 et un Premier Prix d'Excellence en 1982.
Passionné par l’enseignement, il apprend ensuite son métier de professeur  au conservatoire de Pontarlier où la création de la classe d’orgue lui est confiée en 1982. 
La consécration viendra en 1985, lorsqu'à l'âge de 22 ans il donne en douze concerts à Strasbourg l’intégrale de l’œuvre d’orgue de J.S. Bach, dont on célèbre alors le tricentenaire de la naissance.
Puis, en 1987, au Festival estival de Paris où il joue en cinq récitals, en l’église Saint-Séverin, l’Intégrale de l’œuvre d’orgue de Buxtehude.
Depuis, ses concerts l’ont conduit à se produire dans toute l’Europe, tant dans le cadre des festivals internationaux et hauts lieux de l’orgue qu’en faveur de la cause humanitaire.
Professeur d'orgue au conservatoire de Saint-Maur, conjointement avec Olivier Latry, de 1993 à 1995, il est nommé en 1996, à la suite d'un concours, professeur d’orgue titulaire des conservatoires de la Ville de Paris.
De 1996 à 2015, il enseigne au conservatoire Charles Munch à Paris 11e, puis aux conservatoires Jean-Philippe Rameau et Hector Berlioz à Paris 6e et 10e, et prend sa retraite en 2024.
Parmi ses anciens élèves, on peut citer Francis Jacob, Claude Roser, Paul Breisch, Nicolas Venner, Vladimir Saakian ou encore l'économiste et essayiste Olivier Babeau.

## Discographie
- Dietrich Buxtehude, Œuvres pour Orgue, (Coriolan, 1987), Orgue Freytag du Temple de la Côte aux Fées (Suisse)
- Michel Corrette, Pièces pour l’orgue dans un genre nouveau, (Adda, 1989), Orgue Dupont-Koenig de Saint-Avold (France)
- Louis Marchand /Louis-Nicolas Clérambault, Livres d’Orgue, (Adda, 1990), Orgue Koenig de Sarre-Union (France)
- Nicolas de Grigny, Premier Livre d'Orgue, La Messe et les Hymnes, (Adda, 1991), Orgue Historique de l’Église Saint-Pierre des Chartreux à Toulouse (France)
- Jehan Titelouze, Hymnes et Magnificat, (Adda, 1993), Orgue Historique de la Cathédrale de Rodez (France)
- Johann Sebastian Bach, Œuvres pour Orgue, (Pamina, 2000), Orgue Ahrend de Mahlberg (Allemagne)